# Финтице
Финтице (слч. Fintice) насељено је мјесто са административним статусом сеоске општине (слч. obec) у округу Прешов, у Прешовском крају, Словачка Република.

## Становништво
| Година:    | 1994. | 2004.    | 2014.    | 2024.    |
| ---------- | ----- | -------- | -------- | -------- |
| Број људи: | 1455  | 1676     | 1942     | 2550     |
| Разлика:   |       | +15,18 % | +15,87 % | +31,30 % |

| Година:    | 2023. | 2024.   |
| ---------- | ----- | ------- |
| Број људи: | 2445  | 2550    |
| Разлика:   |       | +4,29 % |

Према подацима о броју становника из 2024. године насеље је имало 2550 становника.